# Anton Gustafsson
För sångaren Anton Gustafsson, se Anton Maiden.
Anton Gustafsson, född 25 februari 1990 i Karlskoga, är en svensk professionell ishockeyspelare. 
Han är son till den före detta professionella ishockeyspelaren och ishockeytränaren Bengt-Åke Gustafsson.